# Pelm

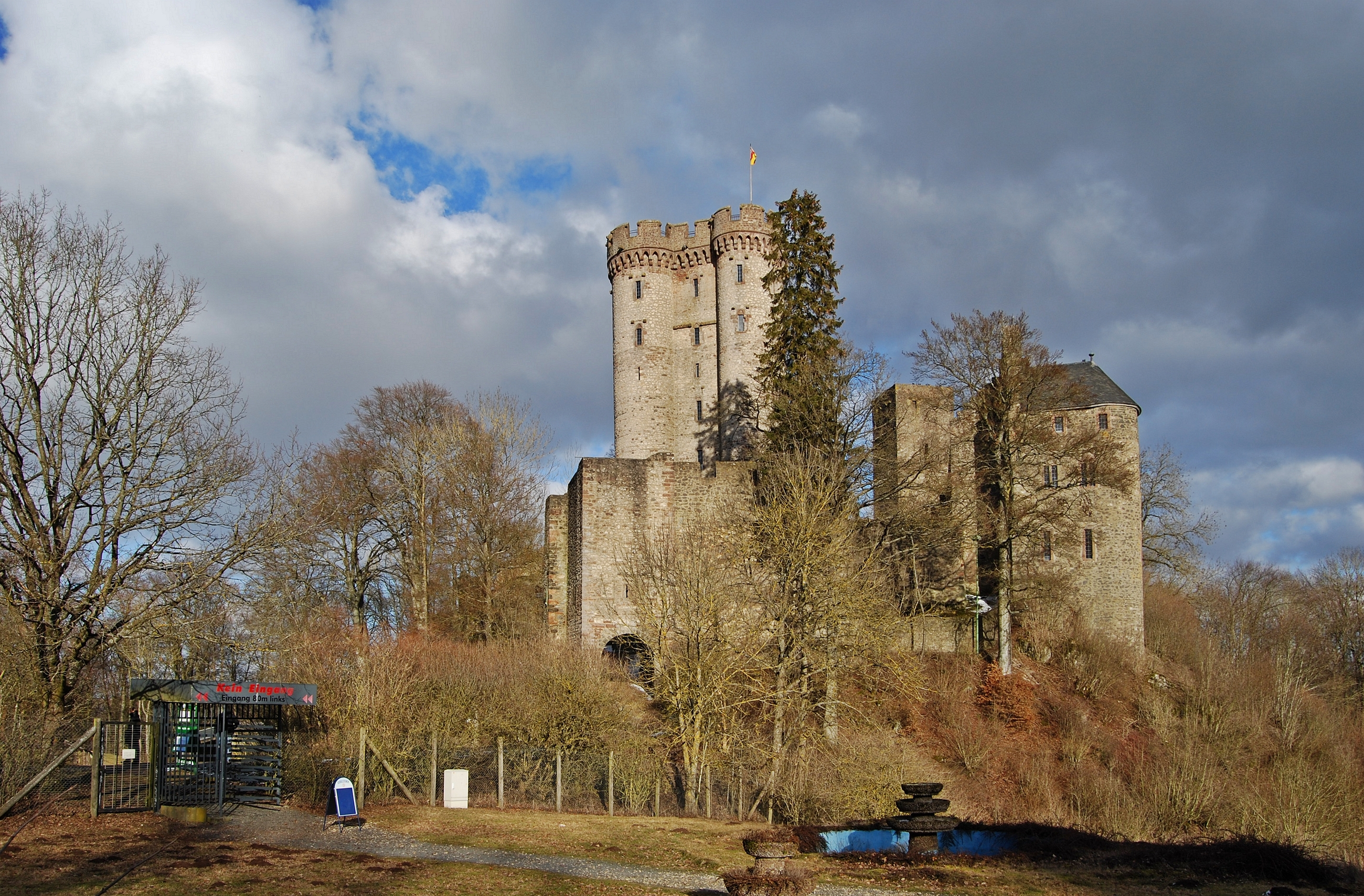
Ruine der Kasselburg

Pelm  ist eine Ortsgemeinde im Landkreis Vulkaneifel in Rheinland-Pfalz. Sie gehört der Verbandsgemeinde Gerolstein an.

## Geographie

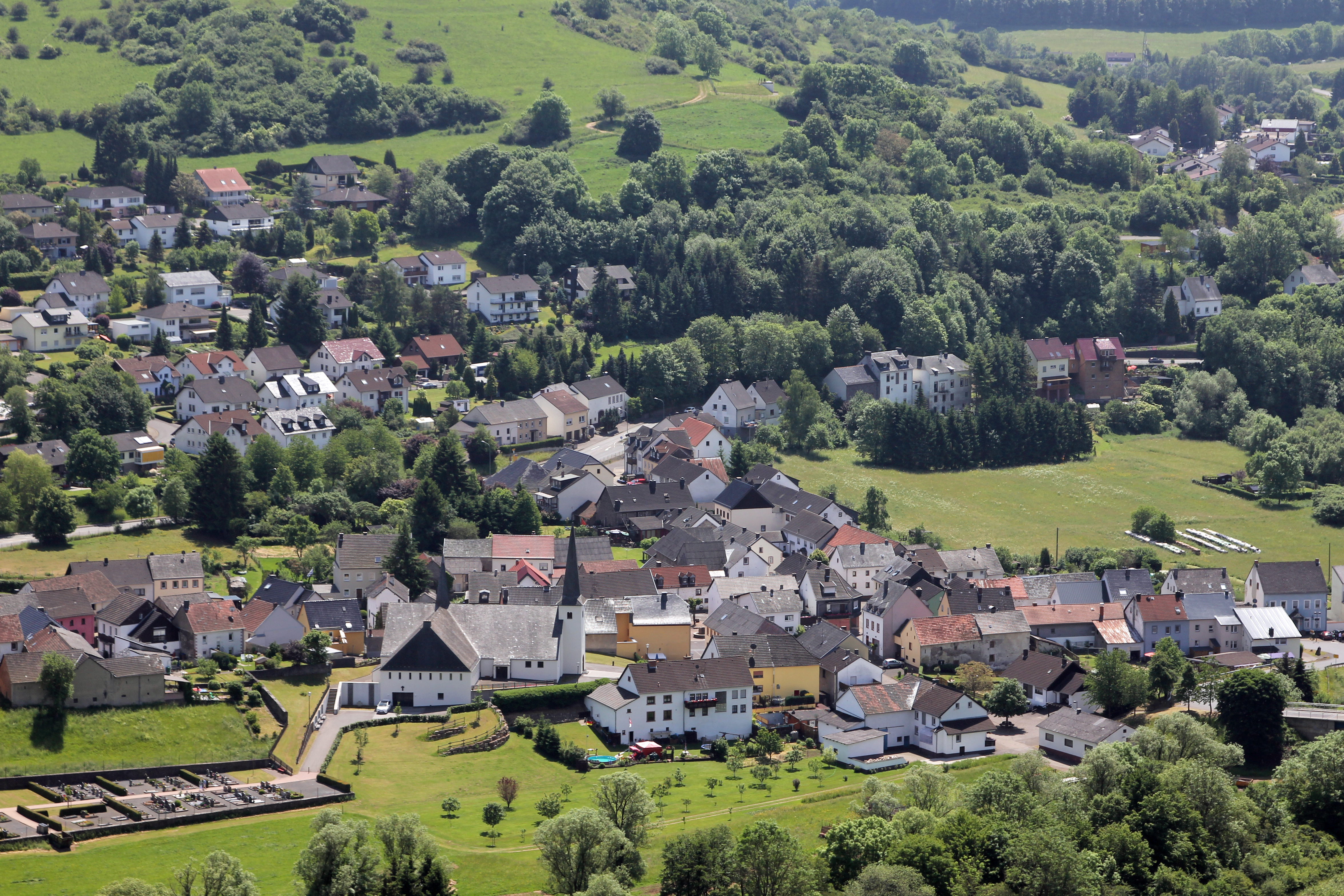
Pelm, vom Turm der Kasselburg aus gesehen

Der Ort liegt an der Kyll und im Naturpark Vulkaneifel sowie im Landschaftsschutzgebiet „Gerolstein und Umgebung“.
Zu Pelm gehören auch die Wohnplätze Jagdhaus Flemmingshöh, Kasselburg, Haus Sanddorn, Am Mühlenbach und Schloßbrunnen Gerolstein.
Nachbargemeinden sind Gerolstein, Rockeskyll, Berlingen, Dohm-Lammersdorf und Hohenfels-Essingen.

## Geschichte
Bis in das 18. Jahrhundert gehörte das Dorf Pelm zur Herrschaft Kasselburg, einem reichsunmittelbaren Territorium. Die Herrschaft war ursprünglich ein kurtrierisches Lehen und kam von den Herren von Blankenheim an die Grafen von Manderscheid, von diesen 1681 an das herzogliche Haus Arenberg.
Die Inbesitznahme des Linken Rheinufers durch französische Revolutionstruppen beendete die alte Ordnung. Der Ort wurde von 1798 bis 1814 Teil der Französischen Republik (bis 1804) und anschließend des Französischen Kaiserreichs, zugeordnet dem Kanton Gerolstein im Arrondissement Prüm des Saardepartements. Nach der Niederlage Napoleons kam Pelm aufgrund der 1815 auf dem Wiener Kongress getroffenen Vereinbarungen zum Königreich Preußen und gehörte nun zum Kreis Daun des Regierungsbezirks Trier, der 1822 Teil der neu gebildeten preußischen Rheinprovinz wurde.
Am 18. Mai 1897 starben beim Eisenbahnunfall von Pelm zehn Menschen, vierzig wurden verletzt.
Als Folge des Ersten Weltkriegs war die gesamte Region dem französischen Abschnitt der Alliierten Rheinlandbesetzung zugeordnet. Nach dem Zweiten Weltkrieg wurde Pelm innerhalb der französischen Besatzungszone Teil des damals neu gebildeten Landes Rheinland-Pfalz.
Statistik zur Einwohnerentwicklung
Die Entwicklung der Einwohnerzahl von Pelm, die Werte von 1871 bis 1987 beruhen auf Volkszählungen:
| Jahr | Einwohner |
| ---- | --------- |
| 1815 | 350       |
| 1835 | 403       |
| 1871 | 540       |
| 1905 | 621       |
| 1939 | 766       |

| Jahr | Einwohner |
| ---- | --------- |
| 1950 | 819       |
| 1961 | 766       |
| 1970 | 838       |
| 1987 | 907       |
| 1997 | 1.062     |

| Jahr | Einwohner |
| ---- | --------- |
| 2005 | 1.025     |
| 2011 | 976       |
| 2017 | 985       |
| 2023 | 932       |

## Politik

### Gemeinderat
Der Gemeinderat in Pelm besteht aus 12 Ratsmitgliedern, die bei der Kommunalwahl am 9. Juni 2024 in einer Mehrheitswahl gewählt wurden, und – wenn gewählt – dem ehrenamtlichen Ortsbürgermeister als Vorsitzendem. Bis 2019 wurden die Wahlen als personalisierte Verhältniswahl durchgeführt, da jeweils zwei Wahlvorschläge eingereicht wurden.
Die Sitzverteilung im Gemeinderat:
| Wahl | CDU               | FWG               | Gesamt   |
| ---- | ----------------- | ----------------- | -------- |
| 2024 | per Mehrheitswahl | per Mehrheitswahl | 12 Sitze |
| 2019 | 4                 | 8                 | 12 Sitze |
| 2014 | 4                 | 12                | 16 Sitze |
| 2009 | 4                 | 12                | 16 Sitze |
| 2004 | 6                 | 10                | 16 Sitze |

### Bürgermeister
Das Amt des Ortsbürgermeisters wird seit dem 18. März 2025 geschäftsführend vom neuen Ersten Beigeordneten Thomas Kereit ausgeübt. Am gleichen Tag wurde Nils Böffgen zum künftigen Ortsbürgermeister gewählt, der das Amt nach Abschluss seines Studiums in Mainz am 1. Oktober 2025 antreten soll. Die Wahl durch den Rat war gemäß der rheinland-pfälzischer Gemeindeordnung erforderlich geworden, da für die Direktwahl am 9. Juni 2024 kein Wahlvorschlag eingereicht wurde.
Seit der Amtsniederlegung des früheren Ortsbürgermeisters Udo Platten bis zur Neuwahl im März 2025 hatte der bisherige Erste Beigeordnete Helmut Britz die Amtsgeschäfte der Ortsgemeinde Pelm geführt. Udo Platten hatte das Amt am 21. Oktober 2021 übernommen. Da für eine am 21. November 2021 angesetzte Direktwahl kein Wahlvorschlag eingereicht wurde, oblag die Neuwahl auch damals dem Rat. Dieser entschied sich einstimmig für den bisherigen Ersten Beigeordneten Udo Platten. Eigentlich bis zur nächsten regulären Kommunalwahl gewählt, legte er sein Ehrenamt zum 30. April 2023 vorzeitig nieder. Da für eine am 30. Juli angesetzte Direktwahl kein Wahlvorschlag eingereicht wurde, wie der Wahlausschuss für die Wahl der Ortsbürgermeisterin / des Ortsbürgermeisters der Ortsgemeinde Pelm in seiner Sitzung am 13. Juni 2023 feststellte, fand eine Wahl durch die Bürgerinnen und Bürger nicht statt. Die Neuwahl oblag gemäß Gemeindeordnung damit erneut dem Rat der Gemeinde. Die Neuwahl war angesetzt in der Sitzung des Ortsgemeinderats am 25. Juli 2023. Da auch bei diesem Termin keine Wahlvorschläge vorgebracht wurden, wurde die Wahl vertagt.
Plattens Vorgänger Leo Meeth hatte das Amt 2014 übernommen. Bei der Direktwahl am 26. Mai 2019 wurde er mit einem Stimmenanteil von 77,80 % für weitere fünf Jahre in seinem Amt bestätigt. Meeth legte es allerdings vorzeitig zum 31. August 2021 nieder, wodurch die Neuwahl notwendig wurde. Meeths Vorgänger Wolfgang Zaeper war 2014 aus Altersgründen nicht erneut angetreten.

### Wappen
| Wappen von Pelm | Blasonierung: „Gespalten von Grün und Silber, über einem von Silber und Blau gespaltenen Wellenbalken zwei goldene Zinnentürme, eine goldene Zinnenmauer flankierend, Tor und Fenster betagleuchtet, hinten ein rotes Vortragkreuz.“ |
| Wappen von Pelm | |

## Kultur und Sehenswürdigkeiten

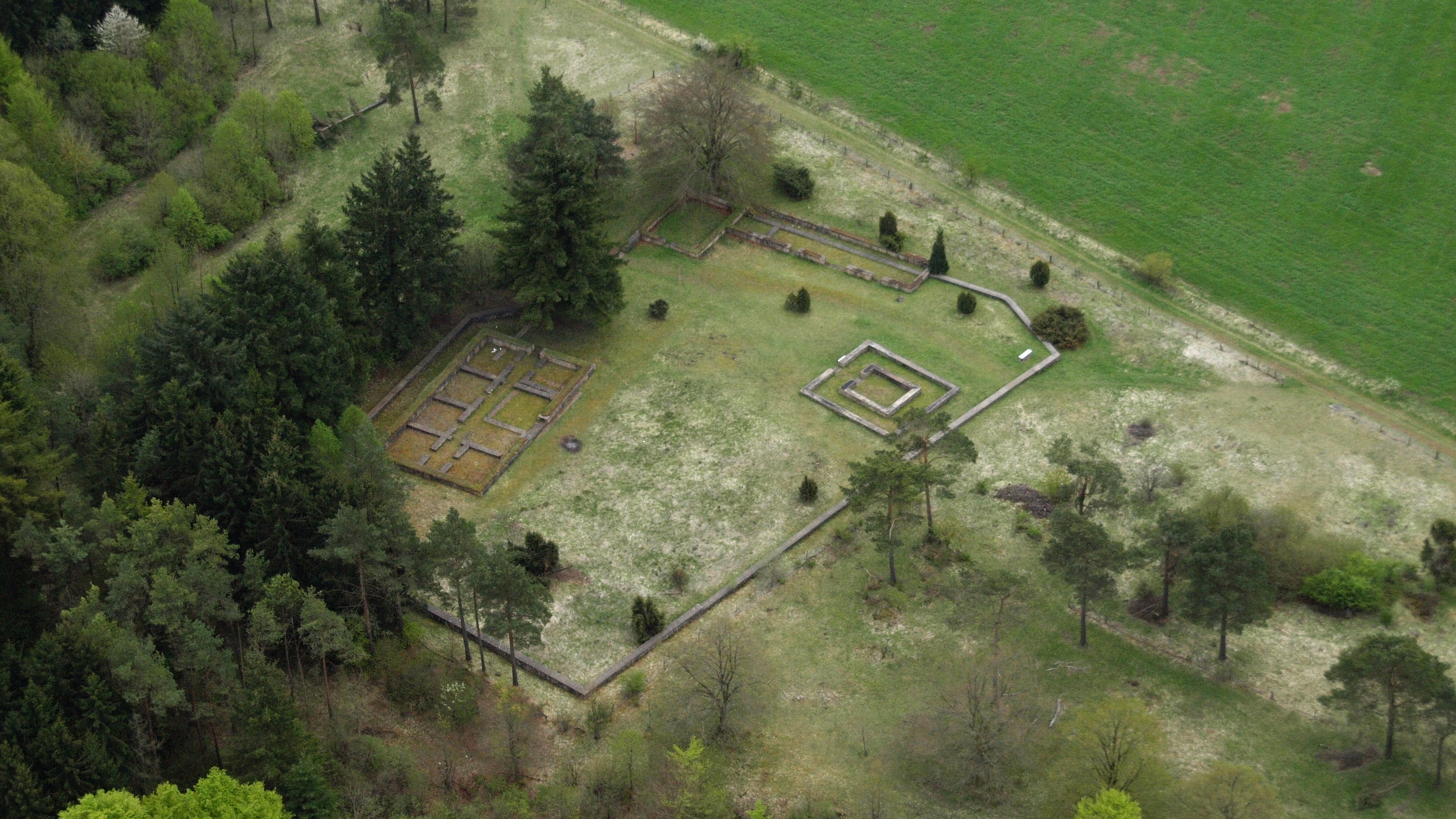
Pelm, Judenkirchhof, Luftaufnahme (2015)

Bei Pelm liegt die Ruine der Kasselburg.

## Verkehr

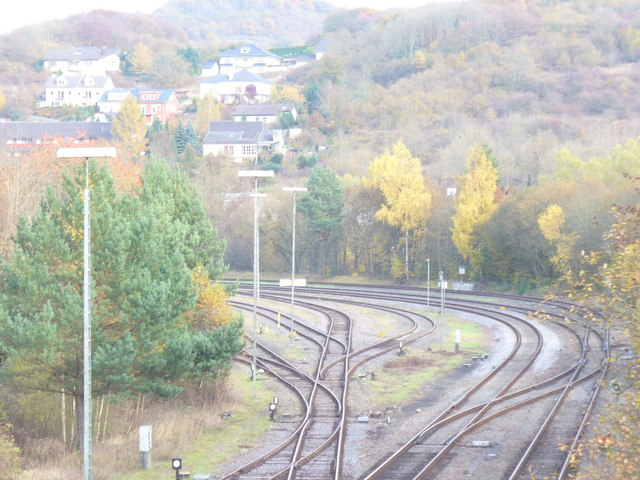
Gleisanlagen nahe dem Bahnhaltepunkt Pelm

Pelm wird von der Bundesstraße 410, der Landesstraße 27 und der Kreisstraße 33 an das Straßennetz abgeschlossen.
Der Haltepunkt Pelm lag an der inzwischen nicht mehr befahrenen Eifelquerbahn sowie an der Bahnstrecke Hillesheim–Gerolstein. Dort findet kein Schienenpersonennahverkehr mehr statt, lediglich Sonderfahrten durch den Verein Eifelquerbahn.
Der Eifel-Ardennen-Radweg führt durch Pelm.